# Catocala arizonensis
Catocala arizonensis là một loài bướm đêm trong họ Erebidae.